# Martanesh
Martanesh là một xã trong quận Bulqizë thuộc hạt Dibër, Albania. Dân số năm 2005 là 3540 người.